# Villanova d'Ardenghi
Villanova d'Ardenghi (Vilanöva in dialetto lomellino) è un comune italiano di 752 abitanti della provincia di Pavia in Lombardia. Si trova nel Pavese orientale, sul ciglio del terrazzo che domina la valle alluvionale del Ticino.

## Storia
Villanova fu un possesso del monastero di Santa Maria Teodote di Pavia fin dal X secolo. Il nome di Villanova indica che fu fondata o rifondata, probabilmente in quel periodo, come insediamento agricolo. Poco dopo ne divennero signori gli Ardenghi, tanto che già nel 1250 era detta Villanova de Ardenghis. Ebbe sempre un forte legame con la vicina Carbonara al Ticino, tanto che in qualche periodo la sua chiesa dipese dalla parrocchia di Carbonara, e anche i comuni furono forse uniti. Comunque feudalmente le sorti dei due paesi furono diverse: mentre infatti Carbonara fu legata al feudo di Gropello, Villanova appartenne dal XV al XVII secolo agli Eustachi di Pavia, feudatari di gran parte della Lomellina sudorientale (Cava Manara, Zinasco ecc.), e dal 1666 ai Peverelli di Milano. Nel 1713 passò, con tutta la Lomellina, sotto la sovranità dei Savoia, appartenendo alla Provincia di Lomellina, e dal 1859 alla Provincia di Pavia. La Chiesa Parrocchiale è dedicata a San Cristoforo e risale al 1200, completamente restaurata nel tempo, e sul fianco, in una grande nicchia, intorno agli 1979/80 il pittore Piero Maccaferri (1916-1992) realizzò un grande mosaico raffigurante proprio San Cristoforo che porta sulle spalle il piccolo Gesù, opera voluta dall'allora parroco Don Paolo Nagari, con il benestare dell'amministrazione comunale. 

### Via Francigena
L'abitato si trova sul percorso storico della Via Francigena in Lombardia, proveniente da Gropello Cairoli e successivamente dirigentesi verso Pavia.

### Simboli
Lo stemma del Comune di Villanova d'Ardenghi è stato concesso con il decreto del presidente della Repubblica del 2 ottobre 2006.
Il gonfalone è un drappo partito di giallo e di bianco.

## Società

### Evoluzione demografica
Abitanti censiti

## Cultura

### Cinema
Nella campagna appena fuori dal centro urbano di Villanova d'Ardenghi, lungo la ferrovia Pavia-Vercelli (sulla quale è presente una stazione a servizio di Villanova), è stata girata la celebre sequenza del film del 1984 Il ragazzo di campagna, diretto da Castellano e Pipolo e interpretato da Renato Pozzetto, in cui il protagonista, il contadino Artemio, osserva insieme agli amici il transito del treno.